# Coupe d'Océanie masculine de hockey sur gazon 2019
Navigation
Édition précédente Édition suivante
La Coupe d'Océanie masculine de hockey sur gazon 2019 est la 11e édition du tournoi masculin de la Coupe d'Océanie. Elle a lieu du 5 au 8 septembre à Rockhampton en Australie,.
Le tournoi sert également à se qualifier pour les Jeux olympiques d'été de 2020.
L'Australie remporte leur 11e titre, terminant devant la Nouvelle-Zélande à la fin de la phase de poule.

## Contexte
L'Australie a été dix fois champion en titre consécutif. Les vainqueurs de la compétition se qualifient directement pour les Jeux olympiques d'été de 2020.
L'annonce de l'organisation de la Rockhampton Hockey Association est intervenue alors que 5 millions de dollars étaient investis dans le centre de hockey pour moderniser les installations. En mars 2019, Stirling Hinchliffe, MLA pour Sandgate et le Ministre pour le gouvernement local, Racing and Multicultural Affairs a annoncé que le Gouvernement du Queensland avait investi 2,5 millions de dollars dans les Kalka Shades, siège de la Rockhampton Hockey Association.

## Effectifs

### Australie
Entraîneur : Colin Batch
| 2. Tom Craig 3. Corey Weyer 4. Jake Harvie 5. Tom Wickham 6. Matthew Dawson 9. Jacob Anderson | 11. Eddie Ockenden (C) 12. Jake Whetton 13. Blake Govers 16. Tim Howard 17. Aran Zalewski (C) 20. Matthew Swann | 22. Flynn Ogilvie 23. Daniel Beale 24. Tyler Lovell (GB) 29. Timothy Brand 30. Andrew Charter (GB) 32. Jeremy Hayward |

### Nouvelle-Zélande
Entraîneur : Darren Smith
| 2. Cory Bennett 4. Dane Lett 7. Nick Ross 8. Richard Joyce (GB) 11. Jacob Smith 12. Sam Lane | 13. Marcus Child 14. Jared Panchia 15. George Enersen (GB) 17. Nic Woods 21. Kane Russell 22. Blair Tarrant (C) | 24. Arun Panchia 25. Shea McAleese 27. Stephen Jenness 29. Hugo Inglis 30. George Muir 31. Hayden Phillips |

## Résultats
Toutes les heures correspondent à l'Australian Eastern Standard Time (UTC+10).

### Poule
| Rang              | Équipe           | J | V | N | P | BP | BC | Diff | Pts | Qualification                 |
| ----------------- | ---------------- | - | - | - | - | -- | -- | ---- | --- | ----------------------------- |
| Médaille d'or     | Australie        | 3 | 2 | 1 | 0 | 9  | 2  | +7   | 7   | Jeux olympiques d'été de 2020 |
| Médaille d'argent | Nouvelle-Zélande | 3 | 0 | 1 | 2 | 2  | 9  | -7   | 1   |                               |

Source: FIH
En cas d'égalité de points de plusieurs équipes à l'issue des matchs de poule, les critères suivants sont appliqués dans l'ordre indiqué pour établir leur classement:
1. Points de chaque équipe,
2. Matchs gagnés,
3. Différence de buts,
4. Buts pour,
5. Plus grand nombre de points obtenus dans les matchs de poule disputés entre les équipes concernées,
6. Buts marqués en plein jeu.

### Rencontres
| 5 septembre 2019 | Australie                                       | 4 - 0   | Nouvelle-Zélande |                                                                            |                                                                            |
| 16h00            | Craig 5e · Brand 12e · Govers 36e · Ogilvie 40e | (2 - 0) |                  | Arbitrage : Rawi Ambananthan Lim Hong-Zhen Arbitre vidéo : Irene Presenqui | Arbitrage : Rawi Ambananthan Lim Hong-Zhen Arbitre vidéo : Irene Presenqui |
| 16h00            | Rapport                                         |         |                  | Arbitrage : Rawi Ambananthan Lim Hong-Zhen Arbitre vidéo : Irene Presenqui | Arbitrage : Rawi Ambananthan Lim Hong-Zhen Arbitre vidéo : Irene Presenqui |

| 7 septembre 2019 | Australie                | 2 - 2   | Nouvelle-Zélande        |                                                                         |                                                                         |
| 18h00            | Govers 20e · Wickham 24e | (2 - 0) | 32e Smith · 41e Russell | Arbitrage : Rawi Ambananthan Lim Hong-Zhen Arbitre vidéo : Liu Xiaoying | Arbitrage : Rawi Ambananthan Lim Hong-Zhen Arbitre vidéo : Liu Xiaoying |
| 18h00            | Rapport                  |         |                         | Arbitrage : Rawi Ambananthan Lim Hong-Zhen Arbitre vidéo : Liu Xiaoying | Arbitrage : Rawi Ambananthan Lim Hong-Zhen Arbitre vidéo : Liu Xiaoying |

| 8 septembre 2019 | Australie                   | 3 - 0   | Nouvelle-Zélande |                                                                         |                                                                         |
| 18h15            | Brand 11e · Govers 14e, 58e | (2 - 0) |                  | Arbitrage : Rawi Ambananthan Lim Hong-Zhen Arbitre vidéo : Liu Xiaoying | Arbitrage : Rawi Ambananthan Lim Hong-Zhen Arbitre vidéo : Liu Xiaoying |
| 18h15            | Rapport                     |         |                  | Arbitrage : Rawi Ambananthan Lim Hong-Zhen Arbitre vidéo : Liu Xiaoying | Arbitrage : Rawi Ambananthan Lim Hong-Zhen Arbitre vidéo : Liu Xiaoying |

## Buteurs
11 buts ont été inscrits en 3 rencontres soit une moyenne de 3.67 buts par match.
| 4 buts - Blake Govers 2 buts - Timothy Brand | 1 but - Tom Craig - Tom Wickham | - Flynn Ogilvie - Jacob Smith | - Kane Russell |